# Ironman d'Hawaï 1988
Navigation
Édition précédente Édition suivante
L'Ironman d'Hawaï 1988 se déroule le 22 octobre 1988 à Kailua-Kona dans l'État d'Hawaï. Il est organisé par la Hawaï Triathlon Corporation.

## Résultats

### Hommes
| Pos.    | Temps           | Nom             | Pays       | Détail temps | Détail temps | Détail temps    | Détail temps | Détail temps    |
| Pos.    | Temps           | Nom             | Pays       | Natation     | T1           | Cyclisme        | T2           | Course à pied   |
| ------- | --------------- | --------------- | ---------- | ------------ | ------------ | --------------- | ------------ | --------------- |
|         | 8 h 31 min 00 s | Scott Molina    | États-Unis | 51 min 28 s  | 0 min 00 s   | 4 h 36 min 50 s | 0 min 00 s   | 3 h 02 min 42 s |
|         | 8 h 33 min 11 s | Mike Pigg       | États-Unis | 51 min 20 s  | 0 min 00 s   | 4 h 37 min 44 s | 0 min 00 s   | 3 h 04 min 06 s |
|         | 8 h 38 min 37 s | Ken Glah        | États-Unis | 51 min 29 s  | 0 min 00 s   | 4 h 40 min 20 s | 0 min 00 s   | 3 h 06 min 47 s |
| 4       | 8 h 43 min 11 s | Scott Tinley    | États-Unis | 56 min 07 s  | 0 min 00 s   | 4 h 44 min 37 s | 0 min 00 s   | 3 h 02 min 26 s |
| 5       | 8 h 43 min 22 s | Mark Allen      | États-Unis | 51 min 23 s  | 0 min 00 s   | 4 h 54 min 20 s | 0 min 00 s   | 2 h 57 min 38 s |
| 6       | 8 h 53 min 38 s | Ray Browning    | États-Unis | 56 min 11 s  | 0 min 00 s   | 4 h 47 min 30 s | 0 min 00 s   | 3 h 09 min 57 s |
| 7       | 8 h 54 min 15 s | Dirk Aschmoneit | Allemagne  | 51 min 18 s  | 0 min 00 s   | 4 h 56 min 34 s | 0 min 00 s   | 3 h 06 min 12 s |
| 8       | 8 h 55 min 53 s | Todd Jacobs     | États-Unis | 56 min 15 s  | 0 min 00 s   | 4 h 55 min 37 s | 0 min 00 s   | 3 h 04 min 01 s |
| 9       | 8 h 57 min 35 s | Hideya Miyazuka | Japon      | 59 min 26 s  | 0 min 00 s   | 4 h 54 min 08 s | 0 min 00 s   | 3 h 04 min 00 s |
| 10      | 9 h 00 min 49 s | Pauli Kiuru     | Finlande   | 56 min 06 s  | 0 min 00 s   | 4 h 59 min 16 s | 0 min 00 s   | 3 h 05 min 25 s |
| Source: |                 |                 |            |              |              |                 |              |                 |

### Femmes
| Pos.    | Temps            | Nom                  | Pays             | Détail temps    | Détail temps | Détail temps    | Détail temps | Détail temps    |
| Pos.    | Temps            | Nom                  | Pays             | Natation        | T1           | Cyclisme        | T2           | Course à pied   |
| ------- | ---------------- | -------------------- | ---------------- | --------------- | ------------ | --------------- | ------------ | --------------- |
|         | 9 h 01 min 01 s  | Paula Newby-Fraser   | Zimbabwe         | 56 min 38 s     | 0 min 00 s   | 4 h 57 min 13 s | 0 min 00 s   | 3 h 07 min 09 s |
|         | 9 h 12 min 14 s  | Erin Baker           | Nouvelle-Zélande | 55 min 39 s     | 0 min 00 s   | 5 h 04 min 02 s | 0 min 00 s   | 3 h 12 min 32 s |
|         | 9 h 37 min 25 s  | Kirsten Hanssen Ames | États-Unis       | 1 h 00 min 23 s | 0 min 00 s   | 5 h 12 min 46 s | 0 min 00 s   | 3 h 24 min 15 s |
| 4       | 9 h 53 min 06 s  | Julie Wilson         | États-Unis       | 58 min 07 s     | 0 min 00 s   | 5 h 11 min 19 s | 0 min 00 s   | 3 h 43 min 39 s |
| 5       | 9 h 54 min 17 s  | Tina Bischoff        | États-Unis       | 55 min 48 s     | 0 min 00 s   | 5 h 35 min 39 s | 0 min 00 s   | 3 h 22 min 49 s |
| 6       | 9 h 58 min 49 s  | Terry Schneider      | États-Unis       | 1 h 04 min 06 s | 0 min 00 s   | 5 h 22 min 00 s | 0 min 00 s   | 3 h 32 min 43 s |
| 7       | 10 h 02 min 02 s | Sarah Springman      | Royaume-Uni      | 1 h 03 min 20 s | 0 min 00 s   | 5 h 27 min 50 s | 0 min 00 s   | 3 h 30 min 51 s |
| 8       | 10 h 02 min 54 s | Luanne Park          | États-Unis       | 1 h 11 min 20 s | 0 min 00 s   | 5 h 23 min 54 s | 0 min 00 s   | 3 h 27 min 40 s |
| 9       | 10 h 03 min 25 s | Jan Wanklyn          | Australie        | 55 min 49 s     | 0 min 00 s   | 5 h 28 min 12 s | 0 min 00 s   | 3 h 39 min 24 s |
| 10      | 10 h 07 min 13 s | Laurie Samuelson     | États-Unis       | 55 min 34 s     | 0 min 00 s   | 5 h 35 min 34 s | 0 min 00 s   | 3 h 36 min 04 s |
| Source: |                  |                      |                  |                 |              |                 |              |                 |